# Água Santa
Água Santa là một đô thị thuộc bang Rio Grande do Sul, Brasil. Đô thị này có diện tích 291,792 km², dân số năm 2007 là 3565 người, mật độ 12,22 người/km².